# Dawit Hakopian
Dawit Hakopian (orm. Դավիթ Հակոբյան, ur. 21 marca 1993 w Giumri) – ormiański piłkarz, pomocnik, występujący w klubie Szirak Giumri. Reprezentant Armenii.

## Reprezentacja
W seniorskiej reprezentacji Armenii zadebiutował 2 czerwca 2016 roku w wygranym 4:0 towarzyskim spotkaniu z Salwadorem, w którym wszedł z ławki rezerwowych na 17 ostatnich minut.